# Androdioecie
Androdioecie is een seksueel reproductie systeem gekenmerkt door het naast elkaar bestaan van mannen en hermafrodieten. Androdioecie is zeldzaam in vergelijking met de andere belangrijke reproductieve systemen: dioecie, gynodioecie (hermafrodieten en vrouwen) en hermafroditisme.
De fitness voor het ontstaan en het aanwezig blijven van androdioecie is theoretisch zeer onwaarschijnlijk, waardoor lang werd gedacht dat het niet bestond. Vooral omdat mannen en tweeslachtigen dezelfde fitness moeten hebben, met andere woorden hetzelfde aantal nakomelingen, om in stand te blijven. Mannetjes echter krijgen alleen nakomelingen doordat ze de eieren bevruchten van de tweeslachtigen, terwijl de tweeslachtigen zowel nakomelingen krijgen door het zelfbevruchten van hun eieren of door het bevruchten van de eieren van andere tweeslachtigen. Hierdoor moeten de mannen twee keer zoveel eieren bevruchten als de tweeslachtigen.
Androdioecie kan evolueren van tweeslachtige voorouders door de invasie van tweeslachtigen of van tweeslachtige voorouders door de invasie van mannen. De voorouderlijke staat is belangrijk vanwege de omstandigheden waaronder androdioecie kan evolueren aanzienlijk verschillen.

## Planten
Bij planten bestaat een androdioecenische populatie uit mannelijk bloeiende planten en tweeslachtig (hermafrodiete) bloeiende planten.
Het eerste duidelijke bewijs van androdioecie bij planten werd in 1990 gepubliceerd. Een van de bekendste voorbeelden is kropaar. Deze soort komt voort uit de tweeslachtige zustersoort Datisca cannabina of uit een gemeenschappelijke voorouder. Bij kropaar wordt de tweeslachtigheid bepaald door twee gekoppelde dominante allelen, mannelijke individuën zijn dubbel recessief homozygoot. De mannelijk bloeiende planten van deze windbestuivende soort produceren drie keer zoveel stuifmeel als de tweeslachtige planten. Het aandeel kruisbestuiving bij kropaar is meer dan 60% van de totale bestuiving. Bij tweeslachtigheid leidt zelfbevruchting bij kruisbestuivende soorten tot inteeltdepressie.
Het tweede duidelijk bevestigde geval is de knikkende steenbreek. Deze wijdverbreide soort vermeerdert zich voornamelijk door apomixis met broedbolletjes in de bovenste bladoksels. Veel populaties bloeien helemaal niet. In het Noord-Zweedse Abisko bestaan echter androdiocenische populaties, waarbij mannelijke planten overheersen. In subpopulaties zijn er soms helemaal geen tweeslachtige planten. Mannelijke planten produceren meer broedbolletjes dan de tweeslachtige planten. Bovendien zijn de tweeslachtige planten volledig zelfsteriel. Androdioecie leidt hier niet tot meer uitkruising. Integendeel, de overwegend aseksueel voortplantende mannelijke individuen hebben het voordeel, dat ze geen vrouwelijke structuren hoeven te vormen en zich toch seksueel kunnen voortplanten door stuifmeeloverdracht.
Bij sommige tropische fruitbomen, zoals ramboetan, komt ook androdioecie voor. Deze en andere soorten met tweeslachtige bloemen zijn echter functioneel tweehuizig, omdat het stuifmeel van de tweeslachtige bloemen vaak steriel is. Dit is ook aangetoond voor negen Australische nachtschade soorten, die morfologisch androdiocenisch zijn, maar functioneel tweehuizig.
Verder komt androdioecie waarschijnlijk alleen voor door cytogenetische toevallige veranderingen, zoals bij sommige populaties van tuinbingelkruid, of als gevolg van een aantasting door ziekteverwekkers, zoals bij de dagkoekoeksbloem.

## Dieren

Zodra het mannetje een hermafrodiet herkent, begint hij de hermafrodiet met zijn staart af te tasten om de vulva te lokaliseren. Het mannetje tast vervolgens het gebied met zijn spicula af om de vulva te lokaliseren, penetreert en loost het sperma (bij Caenorhabditis elegans)

Bij dieren wordt androdioecie beschouwd als een belangrijke springplank in de overgang van dioecie naar hermafroditisme en vice versa. Het komt onder andere voor bij de rondworm Caenorhabditis elegans.

## Androdiocenische soorten
Er zijn 115 androdiocenische diersoorten en ongeveer 50 androdiocenische plantensoorten bekend, zoals:

### Anthozoa(Bloemdieren)
- Goniastra australensis
- Stylophora pistillata

### Rondwormen
Rhabditidae (Order Rhabditida)
- Caenorhabditis briggsae
- Caenorhabditis elegans[9]
- Caenorhabditis sp. 11
- Oscheius myriophila
- Oscheius dolchura
- Oscheius tipulae
- Oscheius guentheri
- Rhabditis rainai
- Rhabditis sp. (AF5)
- Rhabdias nigrovenosum
- Rhabdias rubrovenosa
- Rhabdias ranae
- Entomelas entomelas

Diplogastridae (Order Rhabditida)
- Allodiplogaster sudhausi[10]
- Diplogasteroides magnus[11]
- Levipalatum texanum[12]
- Pristionchus boliviae[13]
- Pristionchus fissidentatus[14]
- Pristionchus maupasi[15]
- Pristionchus mayeri[13]
- Pristionchus pacificus
- Pristionchus triformis[16]
- Sudhausia aristotokia[17]
- Sudhausia crassa[17]

Steinernematidae (Order Rhabditida)
- Steinernema hermaphroditum

Allanotnematidae (Order Rhabditida)
- Allantonema mirabile
- Bradynema rigidum

Dorylaimida
- Dorylaimus liratus

### Nemertea(Snoerwormen)
- Prostoma eilhardi

### Arthropoda
Laevicaudata
- Eulimnadia texana[18]
- Eulimnadia africana
- Eulimnadia agassizii
- Eulimnadia antlei
- Eulimnadia braueriana
- Eulimnadia brasiliensis
- Eulimnadia colombiensis
- Eulimnadia cylondrova
- Eulimnadia dahli
- Eulimnadia diversa
- Eulimnadia feriensis
- Eulimnadia follisimilis
- Eulimnadia thompsoni
- Eulimnadia sp. A
- Eulimnadia sp. B
- Eulimnadia sp. C

Kopschildkreeftjes
- Triops cancriformis[19]
- Triops newberryi
- Triops longicaudatus

Rankpootkreeften
- Paralepas klepalae
- Paralepas xenophorae
- Koleolepas avis
- Koleolepas tinkeri
- Ibla quadrivalvis
- Ibla cumingii
- Ibla idiotica
- Ibla segmentata
- Calantica studeri
- Calantica siemensi
- Calantica spinosa
- Calantica villosa
- Arcoscalpellum sp.
- Euscalpellum squamuliferum
- Scalpellum peronii
- Scalpellum scalpellum
- Scalpellum vulgare
- Scillaelepas arnaudi
- Scillaelepas bocquetae
- Scillaelepas calyculacilla
- Scillaelepas falcate
- Scillaelepas fosteri
- Smilium hastatum
- Smilium peronii
- Chelonibia patula[20]
- Chelonibia testudinaria[21]
- Bathylasma alearum[22]
- Bathylasma corolliforme
- Conopea galeata[23]
- Conopea calceola[23]
- Conopea merrilli[23]
- Solidobalanus masignotus[24]
- Tetrapachylasma trigonum
- Megalasma striatum
- Octolasmis warwickii[25]

Lysmata
- Lysmata wurdemanni
- Lysmata amboinensis
- Lysmata californica
- Lysmata bahia
- Lysmata intermedia
- Lysmata grabhami
- Lysmata seticaudata
- Lysmata nilita
- Lysmata hochi
- Lysmata nayaritensis
- Lysmata rafa
- Lysmata boggessi
- Lysmata ankeri
- Lysmata pederseni
- Lysmata debelius
- Lysmata galapaguensis
- Lysmata cf. trisetacea

Insecten
- Icerya bimaculata
- Icerya purchasi
- Crypticerya zeteki

### Annelida(Ringwormen)
- Salvatoria clavata
- Ophryotrocha gracilis
- Ophryotrocha hartmanni
- Ophryotrocha diadema
- Ophryotrocha bacci
- Ophryotrocha maculata
- Ophryotrocha socialis

### Chordata
- Kryptolebias marmoratus[26]
- Serranus fasciatus
- Serranus baldwini

### Planten
- Acer sp. (Esdoorn)[27]
- Castilla elastica[28]
- Culcita macrocarpa
- Dactylis glomerata
- Fraxinus lanuginosa
- Fraxinus ornus
- Fuchsia microphylla
- Gagea serotina
- Mercurialis annua (Tuinbingelkruid)[29]
- Neobuxbaumia mezcalaensis[30]
- Nephelium lappaceum (Rambutan)
- Panax trifolius (Ginseng)
- Oxalis suksdorfii
- Phillyrea angustifolia
- Phillyrea latifolia
- Ricinocarpus pinifolius[31]
- Sagittaria lancifolia (sub-androdioecie)[32]
- Saxifraga cernua
- Schizopepon bryoniaefolius
- Spinifex littoreus
- Ulmus minor[33]